# SN 2004iq
SN 2004iq – supernowa typu II? odkryta 23 września 2004 roku w galaktyce PGC0059990. W momencie odkrycia miała maksymalną jasność 18,30m.